# Play-Doh

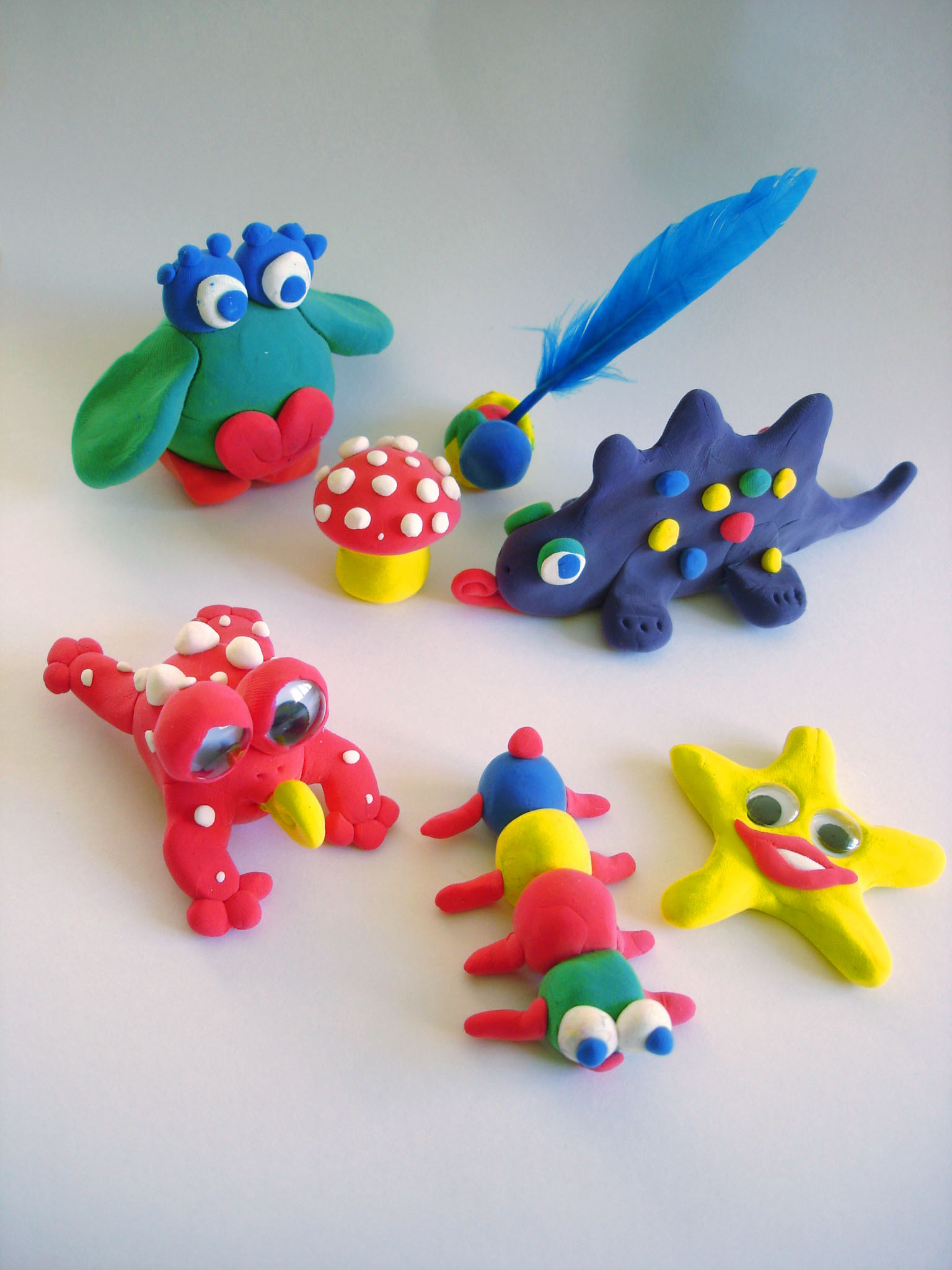
Figuurtjes gemaakt van Play-doh

Play-Doh, ook wel Play-Dough, is een speelklei/boetseerklei geschikt voor kinderen vanaf 3 jaar oud en verkrijgbaar in diverse kleuren. Het kleurkleimerk is in handen van speelgoedfabrikant Hasbro.
De klei werd oorspronkelijk gemaakt in 1930 in Cincinnati, Ohio als een schoonmaakmiddel voor behang. Het product werd in 1950 aangepast en geschikt gemaakt om mee te kleien.
De klei werd in 1956 gedemonstreerd op een educatieve conventie en warenhuizen zagen een potentieel succes en begonnen het te verkopen. In 1957 bevorderden tv-commercials tijdens kinderprogramma's de verkoop. Het is een populair product, tegenwoordig verkrijgbaar als 'mini-kleifabriek', genaamd Play-Doh Fun Factory, verkrijgbaar in als onder andere taartjesfabriek, ijsjesfabriek, cupcakefabriek en My Little Pony.
Play-Doh bestaat voornamelijk uit een mengsel van water, zout, meel en tarwe. Het is niet giftig, echter niet geschikt voor consumptie.